# Gladiovalva rumicivorella
Gladiovalva rumicivorella is een vlinder uit de familie tastermotten (Gelechiidae). De wetenschappelijke naam is voor het eerst geldig gepubliceerd in 1881 door Millière.
De soort komt voor in Europa.